# Matsuyo Naoki
Naoki Matsuyo (sinh ngày 9 tháng 4 năm 1974) là một cầu thủ bóng đá người Nhật Bản.

## Sự nghiệp câu lạc bộ
Naoki Matsuyo đã từng chơi cho Gamba Osaka.